# Jan P. Syse

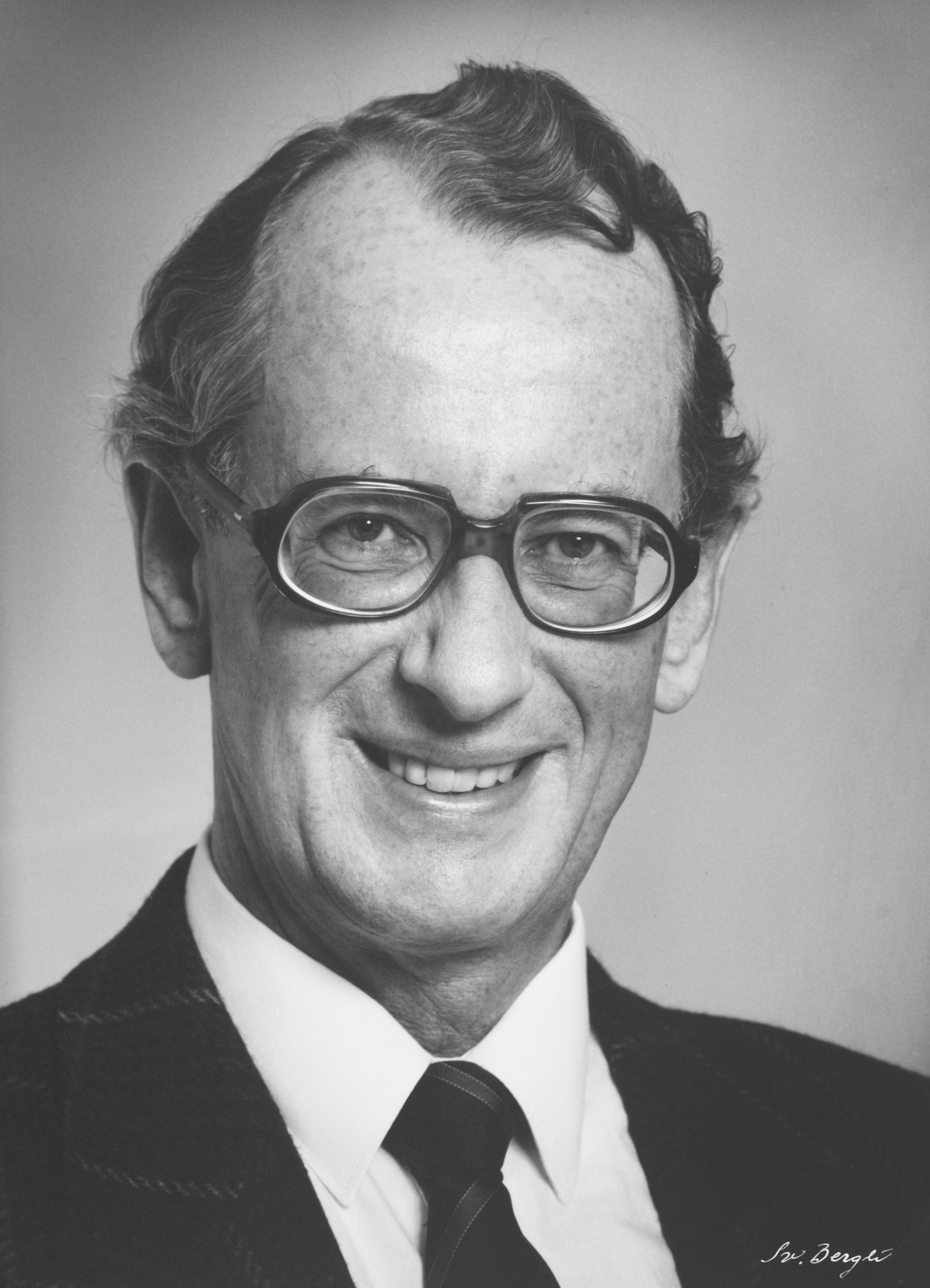
Jan P. Syse, 1989

Jan Peder Syse (* 25. November 1930 in Nøtterøy; † 17. September 1997 in Oslo) war ein norwegischer konservativer Politiker der Partei Høyre. Er war von 1969 bis 1970 sowie von 1973 bis 1997 Abgeordneter im Storting, von September 1983 bis Oktober 1985 Industrieminister und vom 16. Oktober 1989 bis zum 3. November 1990 der Ministerpräsident Norwegens (Statsminister). Von 1988 bis 1991 war er der Vorsitzende der Høyre.

## Leben
Syse kam als Sohn des Zahnarztes Peter Syse und dessen Ehefrau Magnhild Bjønnes in Nøtterøy zur Welt und wuchs dort auch auf. Seine Schulzeit beendete er im Jahr 1949, im Jahr 1957 beendete er sein Studium der Rechtswissenschaft. Während seines Studiums war er in der studentischen Politik engagiert und im Jahr 1952 war er der Vorsitzende der konservativen Studentenvereinigung Den Konservative Studenterforening. Ab 1953 saß er zudem im Baukomitee für den Bau des Hauses der Studentenvereinigung Det Norske Studentersamfundets, dem Chateau Neuf. Von 1959 bis 1967 arbeitete Syse bei der Reederei Wilh. Wilhelmsen als Abteilungschef. In der Zeit zwischen 1959 und 1963 stand er der Jugendorganisation Unge Høyre vor und war Teil des Høyre-Vorstands. In den Jahren 1963 bis 1971 war er zudem für zwei Legislaturperioden Stadtrat in Oslo. Nach dem Ende seiner Tätigkeit bei Wilh. Wilhelmsen war er bis 1969 Unterabteilungsleiter im norwegischen Handelsministerium.
Im August 1967 wurde er persönlicher Sekretär für den damaligen Handels- und Schifffahrtsminister Kåre Willoch. Diese Position hatte er bis Ende Juli 1969 inne. Ab Oktober 1969 vertrat er als Vararepresentant, also Ersatzabgeordneter, seinen Parteikollegen Willoch im norwegischen Nationalparlament Storting. Syse saß dabei bis Willochs Rückkehr im Juni 1970 im Justizausschuss des Parlaments. Am 1. November 1970 übernahm Syse den Posten als Staatssekretär im Justiz- und Polizeiministerium unter Justizminister Egil Endresen. Er blieb bis zum Abtritt der Regierung Borten am 17. März 1971 im Amt.

### Staatssekretär und Stortingsabgeordneter
Nach seiner Zeit als Staatssekretär kehrte er zur Reederei Wilh. Wilhelmsen zurück. Dort arbeitete er bis 1973 als stellvertretender Direktor und Anwalt. Bei der Parlamentswahl 1973 zog Syse erstmals direkt in das Storting ein. Dort vertrat er den Wahlkreis Oslo und wurde Mitglied im Verwaltungsausschuss. Während der laufenden Legislaturperiode wechselte er im Juli 1975 in den Finanzausschuss. In diesem verblieb er zunächst auch nach der Wahl 1977, bevor er im Oktober 1980 Vorsitzender des Justizausschusses wurde. Im Anschluss an die Stortingswahl 1981 fungierte er bis September 1983 der Vorsitzende des Finanzausschusses. In dieser Zeit war er zudem Mitglied im Fraktionsvorstand der Høyre-Gruppierung. Nachdem er bereits von 1968 bis 1973 der Vizevorsitzende der Høyre in Oslo war, übernahm er des Weiteren von 1974 bis 1983 den Posten als erster Vorsitzender.

### Industrieminister und Parteivorsitzender
Am 16. September 1983 wurde Jan P. Syse als Nachfolger von Jens-Halvard Bratz zum Industrieminister in der Regierung Willoch ernannt. Er verblieb in dieser Position bis zum 4. Oktober 1985. Anschließend kehrte er als Abgeordneter in das Storting zurück, wo er Fraktionsvorsitzender und Mitglied im Außen- und Verfassungsausschuss wurde. 1988 wählte seine Partei ihn zum neuen Parteivorstand, einen Posten, den er bis 1991 einnahm. Während seiner Zeit als Vorsitzender fiel die Høyre-Partei in einigen Wahlumfragen hinter die Fremskrittspartiet zurück. Aufgrund der sinkenden Umfragewerte suchte er die Zusammenarbeit mit Parteien der Mitte.

### Ministerpräsident
Am 16. Oktober 1989 wurde Syse neuer Ministerpräsident Norwegens. Er löste als solcher Gro Harlem Brundtland in ihrer zweiten Regierungszeit ab, nachdem er bei der Wahl am 11. September 1989 die Grundlage für die Minderheitsregierung erhalten hatte. In seiner Regierung waren Politiker der Høyre, der Kristelig Folkeparti und der Senterpartiet beteiligt. Diese Parteien arbeiteten bereits in der Regierung Willoch zusammen, bevor diese an den ungleichen Haltungen zur Europäischen Gemeinschaft (EG) scheiterte. Nach erneuten Uneinigkeiten zwischen den Regierungsparteien zur EG gab die Regierung am 29. Oktober 1990 ihrer Rücktritt bekannt. Brundtland übernahm am 3. November 1990 wieder den Posten als Ministerpräsidentin.
Syse kehrte daraufhin wiederum als Abgeordneter ins Storting zurück. Er wurde dort Mitglied im Fraktionsvorstand und im Außen- und Verfassungsausschuss. In seiner letzten Legislaturperiode, die von 1993 bis 1997 andauerte, war er Mitglied im Kontroll- und Verfassungsausschuss sowie erneut im Fraktionsvorstand. Im Jahr 1993 war er Präsident der UCI-Straßen-Weltmeisterschaften, die in Oslo stattfanden. Mitte der 1990er-Jahre erlitt Syse einen Herzinfarkt und er plante, nach der Wahl 1997 in den Ruhestand zu gehen. Er starb am 17. September 1997, einen Tag nach der Wahl, an einer Hirnblutung.

## Werke (Auswahl)
- 1960: Foreningsledelse og taleteknikk, Oslo
- 1990: Regjeringsmakt gir resultater, Oslo